# 니카노르 두아르테
오스카르 니카노르 두아르테 프루토스(스페인어: Óscar Nicanor Duarte Frutos, 1956년 10월 11일 ~ )는 파라과이의 정치인이다. 2003년 ~ 2008년 대통령을 지냈다.

## 생애
아순시온 가톨릭 대학교에서 법학 학위를 받았고, 변호사가 되었다. 콜로라도당에 입당하여 정치생활을 시작했다. 1993년 ~ 1997년 교육문화부 장관을 맡았다.
2001년 콜로라도당 당수가 되었고, 2003년 4월에 실시된 대통령 선거에서 콜로라도당 후보로 나가 파라과이 대통령에 당선되었다. 그 해 8월 15일 5년 임기의 대통령직에 취임했다. 그는 파라과이에서 반세기 이상만에 민주적인 절차로 당선된 대통령이며, 청렴한 이미지로 많은 지지를 받았으나, 어려운 경제 상황을 해결하지 못해 차츰 국민의 인기를 잃어갔다.
2008년 4월 그의 후임을 선출하는 선거에서는 야당인 좌파 연합의 페르난도 루고가 당선되었다. 두아르테는 대통령 선거와 함께 치러진 총선에 출마하여 상원의원에 당선되었다. 6월에는 7월부터 개회되는 상원에서 상원의원으로 활동하기 위해 조기 사임을 발표했으나 야당의 반대로 뜻을 이루지 못했다. 8월 14일자로 임기가 종료되면서, 60년 넘게 지속되던 콜로라도당 정권은 붕괴되고 8월 15일 페르난도 루고가 대통령으로 취임했다.